# あっというまっ!
「あっというまっ!」はトータス松本の6枚目シングル。定価は1050円。

## 概要
NHK教育テレビ『みいつけた!』エンディングテーマ。
封入特典にはあっというまっ!のあいうえお表が封入。

## 収録曲
（全作詞・作曲：トータス松本／編曲：奥野真哉）
1. あっというまっ!（3:40）
2. みいつけた！（3:23）
3. あっというまっ！（オリジナル・カラオケ）（3:40）
4. みいつけた！（オリジナル・カラオケ）（3:22）